# نينو دانغلو
نينو دانغلو (بالإيطالية: Nino D'Angelo)‏ هو مغني وملحن ومغن مؤلف وكاتب سيناريو ومخرج وممثل إيطالي، ولد في 21 يونيو 1957 في نابولي في إيطاليا.

## وصلات خارجية
- الموقع الرسمي
- نينو دانغلو على موقع IMDb (الإنجليزية)
- نينو دانغلو على موقع ميتاكريتيك (الإنجليزية)
- نينو دانغلو على موقع روتن توميتوز (الإنجليزية)
- نينو دانغلو على موقع ألو سيني (الفرنسية)
- نينو دانغلو على موقع ميوزك برينز (الإنجليزية)
- نينو دانغلو على موقع ميوزك برينز (الإنجليزية)
- نينو دانغلو على موقع أول موفي (الإنجليزية)
- نينو دانغلو على موقع أول ميوزيك (الإنجليزية)
- نينو دانغلو على موقع ديسكوغز (الإنجليزية)
- نينو دانغلو على موقع ديسكوغز (الإنجليزية)